# LoanDepot Park
LoanDepot Park is het thuisstadion van de Amerikaanse honkbalclub de Miami Marlins uit de Major League.
Het stadion werd in maart 2012, net op tijd voor het begin van het honkbalseizoen, onder de naam Marlins Park opgeleverd. Op 31 maart 2021 maakten de Marlins bekend dat de naamrechten van het stadion waren verkocht aan LoanDepot, de naam werd vervolgens gewijzigd naar LoanDepot Park. Het stadion kostte in totaal 643 miljoen dollar, dat is ruim 350 miljoen Euro. Hiervan werd $376,3 miljoen (59,3%) door de county betaald, $132,5 miljoen (20,9%) door de stad Miami en $125,2 miljoen (19,7%) door de Marlins zelf. Nadat de stad Miami een grote bijdrage had geleverd aan het financiële plaatje heet de club niet meer Florida Marlins, maar Miami Marlins. Het stadion beschikt over een uitschuifbaar dak van ruim 5 hectare, dat gesloten kan worden in ongeveer 13 minuten. Hierdoor kunnen wedstrijden doorgaan bij tropische regenval of intense zon, wat typerend is voor het klimaat van Miami.